# Райизит
Райизи́т — поделочный камень лавандового цвета, обнаруженный в 2019 году на территории российского Ямало-Ненецкого автономного округа в отвалах месторождения хромитовых руд. Состоит из смеси серпентина и доломита с небольшими примесями талька и стихтита.

## Название
Райизит назван от расположенного около Полярного круга ультрабазитового массива Рай-Из, где был открыт в 2019 году.

## Открытие
Райизит впервые обнаружен в 2019 году группой исследователей (М. П. Попов, Ф. М. Нурмухаметов и А. Г. Николаев) в ходе полевых геолого-минералогических исследований отвалов разрабатываемого месторождения хромитовых руд в России «Центральное» (самого крупного месторождения хромитовых руд в России), расположенном на массиве Рай-Из. Там были обнаружены вывалы щебеночно-глыбового материала с выделениями ранее не описанного минерала розово-фиолетового (лавандового) цвета.
Первоначально райизит приняли за редкий розовый опал. Летом 2020 года Михаил Попов и Фират Нурмухаметов вновь обследовали место первой находки райизита, выявив ряд образцов райизита размером от 50×60 сантиметров до 120×75 сантиметров. Затем в августе 2020 года к отвалам, расположенным примерно на высоте 1080 метров над уровнем моря, выехала новая группа исследователей (в нее вошли Попов и Нурмухаметов), которая на месте, в горных условиях, провела обработку райизита (резка, шлифовка и полировка). В результате исследований было обнаружено коренное выделение райизита, а также собрано и вывезено на базу в Салехард около 900 килограмм райизита.

## Распространение
По состоянию на 2019 год обнаружен только на территории Ямало-Ненецкого автономного округа.

## Описание
Скопления райизита на Рай-Из представлены зональными корочками (мощность до 1 см), которые имеют следующие характеристики:
- Цвет  — от слабого розовато-серого до насыщенного розово-фиолетового (лавандового) цвета. Цвет обусловлен самостоятельным минералом стихтитом, в составе которого присутствует марганец.
- Блеск – от матового до стеклянного (как у опала);
- Твердость — переменная (3,5-4,5 по шкале Мооса);
- Иные характеристики — материал хрупкий, излом раковистый, непрозрачный (местами полупрозрачный). На райизит в некоторых местах нарастает полупрозрачный минерал со стеклянным блеском и твердостью выше 4,5-5,0 по Моосу. На райизите встречаются чешуйчатые бело-желтые выделения минерала из группы серпентина. В длинноволновом ультрафиолетовом свете в райизите отмечен слабый александритовый эффект. Райизит встречается главным образом в тектонических трещинах в измененных дунитах (иногда он заполняет трещины в дунитах). Иногда райизит заполняет пространство в тектонических брекчиях.

Состав основной массы райизита:
- Минералы группы серпентина (условно хризотил или лизардит — 50 %);
- Доломит — (37 — 40 %);
- Стихтит (5 — 7 %); ярко сиреневого цвета. Хромофор – марганец.
- Тальк (5-7 %).

## Применение
Из-за недавнего открытия райизит пока не нашел практического применения. Недостатки райизита, затрудняющие его обработку — низкая твердость и хрупкость. Тем не менее есть пример изготовления из райизита (после «проварки») крупных кабошонов.